# تام لنک
توماس لورن «تام» لنک (انگلیسی: Tom Lenk؛ زادهٔ ۱۶ ژوئن ۱۹۷۶) هنرپیشه اهل ایالات متحده آمریکا است. وی از سال ۱۹۹۷ میلادی تاکنون مشغول فعالیت بوده است. او را بیشتر به خاطر نقش آندرو ولز (به انگلیسی: Andrew Wells) در سریال تلویزیونی Buffy the Vampire Slayer محبوبیت یافت.
از فیلم‌هایی که وی در آن نقش داشته است می‌توان به کلبه‌ای در جنگل، آرگو، شماره ۲۳، خدا آمریکا را در پناه خود نگه دارد، دوست‌پسر دوست‌دختر من و هیاهوی بسیار برای هیچ اشاره کرد.